# 甜甜圈洞

Hachi绘画的音乐影片的封面，图中为歌曲人声源Gumi。

《甜甜圈洞》（日語：ドーナツホール）是日本创作歌手米津玄師以Hachi的名义使用语音引擎Megpoid创作人声并于2015年11月13日发行的原创VOCALOID歌曲。歌曲的音乐影片于2013年10月28日在YouTube平台和Niconico动画上发布。此歌曲的本家翻唱版本收录在2014年发行的米津玄师的第二张专辑《YANKEE》中。虽然歌曲的mv早在2013年就已经上传，但原版歌曲直到2015年才正式发行。2024年9月，在Niconico動畫上觀看次數突破1000萬，成為米津玄師第三首的VOCALOID神話曲。

## 创作背景
米津玄师，自2009年左右开始以“Hachi”的名义使用VOCALOID语言合成引擎创作并发布歌曲，主要活跃在Niconico动画等影片网站。2012年，米津玄师以本人的名义发行了专辑《diorama》之后，他作为“Hachi”的活动便逐渐平息。《甜甜圈洞》的发行与上一次米津玄师以Hachi的名义发布歌曲大约间隔2年9个月。米津玄师坦率地描述了他对自己以Hachi名义发行歌曲的难点：“在使用Vocaloid创作的时候，我不需要自己去演唱歌曲。”然而，当谈到《甜甜圈洞》时，他的脑海中浮现出的是在歌曲的制作阶段亲自演唱的画面。《甜甜圈洞》的自翻唱版本收录米津玄师在2014年发行的专辑《YANKEE》中。此后，他陆续推出了歌曲《沙上的食梦少女》和《砂之行星》的自翻唱版本，让人感到米津玄师和Hachi之间的界限似乎正在逐渐消失。

## 发行
《甜甜圈洞》的音乐影片于2013年10月28日在Hachi的YouTube和Niconico动画频道上发布。影片由许多由Hachi绘画的Vocaloid形象插图的动画组成。米津玄师的自翻唱版本《甜甜圈洞 (COVER)》收录于2014年发行的专辑《YANKEE》中。原版歌曲直至2015年11月13日才以Hachi的名义以数字单曲形式正式发行

## 音乐构成
《甜甜圈洞》从头到尾都为250BPM（250拍每分钟）的快节奏。虽然米津玄师以前以Hachi名义发行的歌曲伴奏大部分都是使用计算机音乐创作的，但《甜甜圈洞》使用的是真实乐队录制的伴奏，属于一种另类摇滚曲风。